# مصطفى إليطاش
مصطفى إليطاش (بالتركية: Mustafa Elitaş)‏ 5 يناير 1957، سياسي تركي شغل منصب وزير الاقتصاد في تركيا من 24 نوفمبر 2015 إلى 24 نوفمبر 2016
تخرج من قسم الاقتصاد والمالية العامة من جامعة أنقرة في عام 1981. شغل منصب عضو مجلس النواب عن الدائرة الانتخابية لمدينة قيصري منذ نوفمبر 2015، خدم فيه سابقا بين عامي 2002 و يونيو 2015. [1] عُيَّن في منصب وزير الاقتصاد الجديد لجمهورية تركيا في 24 تشرين الثاني عام 2015 من قبل رئيس الوزراء أحمد داود أوغلو. [2]